# У череві апокаліптичного звіра
У череві апокаліптичного звіра — збірка історичних та містико-фантастичних повістей та оповідань Валерія Шевчука.

## Зміст видання
З анотації до книги:
|  | Твори розташовано хронологічно — від подій 1395 року по другу половину XIX ст. (...) Всі вони, кожен по-своєму, б'ються в череві апокаліптичного звіра, світі темному, і всі вони, також кожен по-своєму, йдуть у своє безчасся, надію та любов. |

До збірки ввійшли такі твори: «Дерево пам'яті», «Диявол, який є (Сота відьма)», «Місія», «Останній день», «Початок жаху», «У череві апокаліптичного звіра», «Освітлена сонцем кімната».

### Дерево пам'яті
Часові рамки: осінь 1395 року — 11 січня 1397 року. Серед головних дійових осіб: Скиригайло та намісник  митрополита  у  святій  Софії  Хома  Ізуфов. Сюжет повісті, власне, побудований як ідеологічний поєдинок цих двох головних  героїв — ченця та князя.
Як пише Людмила Ромащенко: «Дерево пам’яті» — повість-притча з часів (...) коли Великий князь литовський  Вітовт  зі  своїм  союзником  Скиригайлом  захопив  київський  престол.  Київський  князь Володимир Ольгердович  згодився  поступитися  владою  братові  Скиригайлові  добровільно.  І  не  тому, що  злякався  битви  і  можливої  смерті,  а  тому  що  хотів  зберегти  місто  і  піддався  на  умовляння намісника  митрополита  у  святій  Софії  Хоми  Ізуфова  «не  піддавати  руїні  Київ» . Так  само вчинить  через  два  з  половиною  століття  Богдан Хмельницький:  не  захотівши  руйнувати  чудове старовинне  місто,  він  обмежиться  викупом  львів’ян,  що  зафіксовано  в  народній  пам’яті  й  художньо інтерпретовано письменниками, наприклад, М. Шашкевичем . Володимир Ольгердович вважає, що у Хоми — «дурний інтерес». Адже Київ — уже «давно руїна».
Однак, Київ — не просто місто-руїна. «Київ XIV століття — це столиця духовна, сакральність якої була не лише в будівлі храмів та церков, а й у вірі киян у могутність природи, птахів, рослин» . Символами Києва є і Десятинна церква, і гори на Подолі, і Дніпро, і Михайлівський Золотоверхий собор, і церква Спаса, і Печерський монастир, і Хрещатий яр. Ці святі руїни рідного Києва несуть в собі історичну, людську пам’ять, славу наших предків, зберігаючи таким чином сакральність міста .
Обоє героїв почувають себе «у череві апокаліптичного звіра». І князь Скиригайло:

| «...а Скиригайло, хоч який п'яний був, відчув, що до серця йому причепився камінець, а може, гнітить його якась тьма, що він, можливо, і справді в череві апокаліптичного звіра, — починав уже каятися. Так воно, зрештою, бувало завжди: витворяв казна-що, біснувався, скаженів під час бенкетів, а потім смиренно приходив до священиків, щедро їх обдаровував, молився, каявся і навіть покуту приймав [4].» |
І чернець:

| «...Всі ми в череві апокаліптичного звіра, і я серед усіх» [5]. |

### Диявол, який є (Сота відьма)
Час дії: 1516 рік, середньовіччя. Основні герої: мандрівний інквізитор (гексанкомісар — «комісар відьом») Йоаган Шпінглер та Катарина Ліпс — «сильна жінка» .
У цьому оповіданні, як зазначає Ірина Самсонюк, «розробляється тема відьми, яка була популярною в українській літературі XIX ст., а нині у зв'язку з особливим інтересом до містики й ідей фемінізму переживає справжній ренесанс. Шевчук звертається не до української відьомської традиції, а до європейської часів середньовіччя» .
У тексті обігруються два числа — «99» і «100». Інквізитор Шпінглер ніяк не може визначити, якою за його розрахунками стане нова жертва — «відьма» Катарина Ліпс — дев'яносто дев'ятою чи сотою. За піфагорійською системою, з якою, до речі, був добре обізнаний Г. Сковорода, всі великі числа додаванням можуть бути зведені до малих від «1» до «10». Отже, число «99»=9+9=18=1+8=«9», а «100»=1+0+0=«1». Стародавня езотерична арифмологія, знайома з анатомією та фізіологією людського тіла, асоціювала число «9» з дев'ятимісячним періодом ембріонального розвитку людини і зародженням життя. Число «9» стало своєрідним символом людини у невідродженому фізіологічно-духовному стані, а також шляху до її воскресіння . У цьому ракурсі («9»=людина) сприймає це число і В. Шевчук. Щодо числа «1», то розуміння письменником цього знака збігається зі сковородинівським. Трактування числа «1» Г. Сковородою дещо різниться від піфагорійського вчення про систему чисел. Воно ближче стоїть до концепції Філона Александрійського, ототожнюючого «1» з біблійним Богом, творцем Всесвіту, трактуючи «1» як число деміурга .
Використання символів світла й темряви, які постійно зустрічаються у творах Валерія Шевчука, ґрунтується на символічній формулі, де темрява
асоціюється зі злом, а світло з добром та духовністю .
| «І прийшла їй [Катарині] тоді до голови дивна думка: світ тільки позірно сонячний та гарний. Насправді ж він — черево апокаліптичного звіра, і живе в ньому ще й безпросвітна тьма — не має вона ні форми, ні розміру(...) І той, кому трапляється таке нещастя, потрапляє в її черево, тобто у її волю: не має значення, винуватий він чи ні» [11]. |

### Місія
В оповіданні розповідається про подорож Патріарха Єремії по Україні. Подорожуючи,він намагається навчити жителів цих земель організовувати православні братства для захисту від наступу латинської віри(католицизму).Але,подорожуючи і слухаючи розповіді місцевих,він бачить,що запропоноване ним вже виникло немов саме по собі.

### Останній день
В оповіданні розповідається про подорож Патріарха Єремії по Україні. Подорожуючи,він намагається навчити жителів цих земель організовувати православні братства для захисту від наступу латинської віри (католицизму). Але, подорожуючи і слухаючи розповіді місцевих, він бачить, що запропоноване ним вже виникло немов саме по собі. Наприкінці оповідання Єремія бачить загін українських козаків і розуміє, що його повчання марні. Твір виражає сковородинське бачення про людину, яка має внутрішньо закладену силу до саморозвитку - необхідно лише це в собі розкрити.